# Norm-Hammerwerk

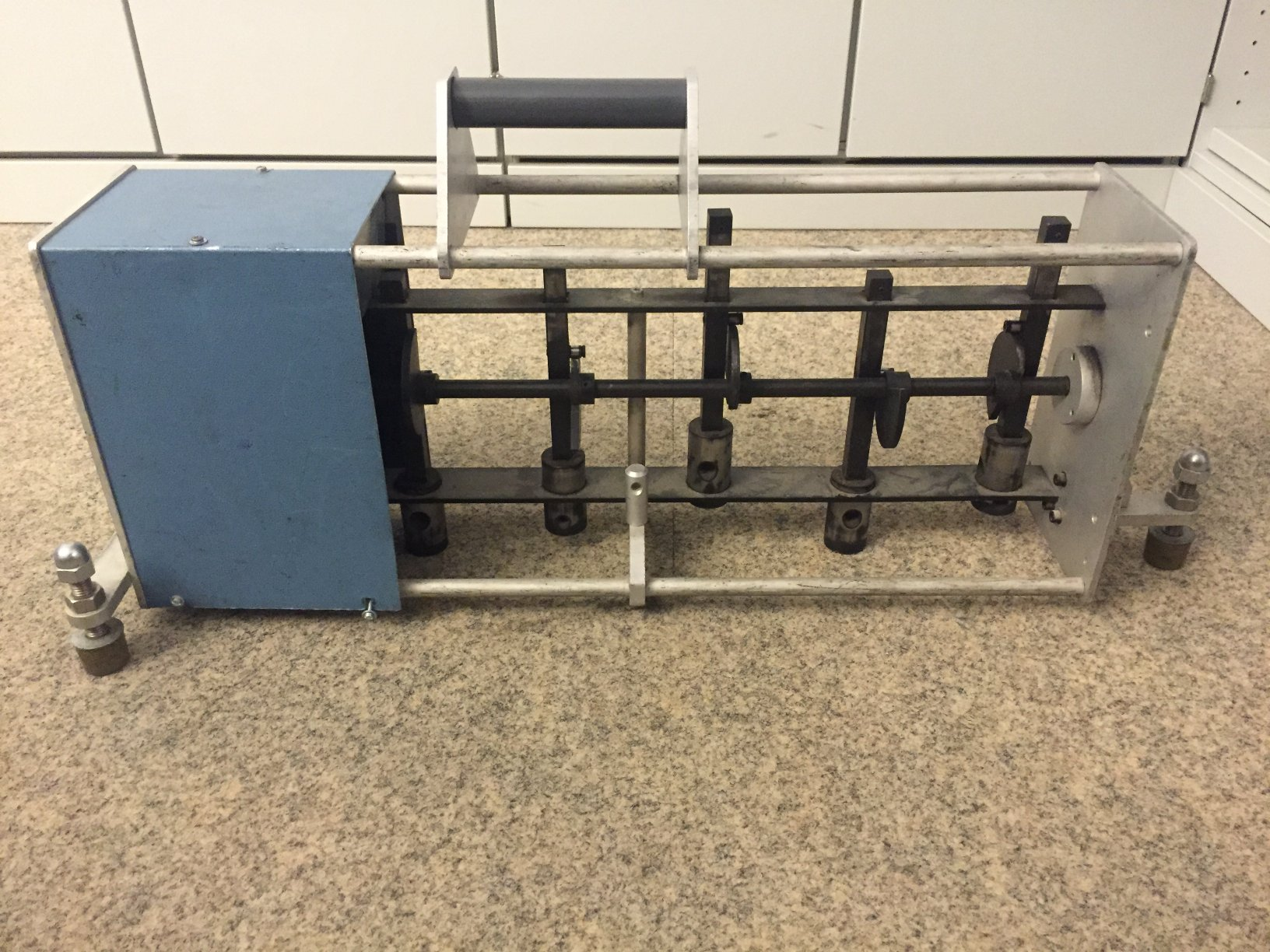
Norm-Hammerwerk

Als Norm-Hammerwerk wird ein Gerät bezeichnet, das durch Erzeugung von Geräuschen zur Messung der Schalldämmung von Decken bei der Untersuchung auf Trittschall und Gehschall auf Fußböden nach den Normen ISO 140, DIN 52210 und EN 16205 dient. Die kompakte Bauform besteht im Wesentlichen aus einem elektromagnetischen Hammer-Antrieb, wobei der Antrieb selbst nahezu keine signifikanten Eigengeräusche erzeugt. Ein Norm-Hammerwerk ist in der Norm EN ISO 140-6 beschrieben.
In Deutschland wird es durch die Physikalisch-Technische Bundesanstalt geprüft.

## Funktion
Fünf parallel angebrachte Hämmer mit je 500 Gramm erzeugen 10 Schläge in der Sekunde. Die Zeit zwischen 2 Schlägen beträgt 100 Millisekunden. Die Fallhöhe der Hämmer ist auf 40 Millimeter festgelegt und kann bei Bedarf oder Normänderungen um bis zu ±5 mm nachjustiert werden. Das Norm-Hammerwerk wird mit 230 V Netzspannung betrieben.

## Messwerterfassung
Die Messung der bei Anregung durch ein Norm-Hammerwerk von einer Deckenauflage auf einer Bezugs-Betondecke abgestrahlten Geräusche erfolgt in einem Laboratorium (genormten Prüfstand). Im Prüfstand ist die Flankenwegübertragung unterbunden. Bei Messungen am Bau sind Flankenwege eingeschlossen. Das Hammerwerksgeräusch wird in einem Nachbarraum unter, über oder neben dem Anregungsraum gemessen, in dem sich die Deckenauflage befindet und die Anregung mit dem Norm-Hammerwerk erfolgt.
Der Schalldruckpegel (Norm-Trittschallpegel), den das Norm-Hammerwerk im Nachbarraum (Fachbezeichnung: Empfangsraum) erzeugt, wird nach einer genormten Bezugskurve bewertet und daraus der sogenannte bewertete Norm-Trittschallpegel als Einzahlangabe errechnet.